# بلدة ناروما
ناروما هي مدينة في ولاية أستراليا نيو ساوث ويلز على الساحل الجنوبي. وتقع البلدة على طريق الأمراء السريع. ويقال إن الاسم المراد مشتق من كلمة السكان الأصليين وتعني «المياه الزرقاء الواضحة». في عام 2011، بلغ عدد سكانها 2,409 نسمة.
جزيرة مونتيجو، والمتنزهات الوطنية ومحمية للحياة البرية جميعها تبعد ثمانية كيلومترات من شاطئ ناروما. ويعتقد شعبيا أن الملازم جيمس كوك سمى الجزيرة بينما كان يتابع رحلته مبحراً شمالا على طول الساحل من نيو ساوث ويلز ولكن هذا غير صحيح. ولكنه بالفعل أسمى جبلاً بدروميداري (وتعني الجمل العربي) ويقع في المنطقة الداخلية من ناروما، ولكن سفينته، كانت طراز (اتش ام بي) انديفور على نقطة شرقية معلمة في ذلك الوقت، الذي يعتبر بعيدا إلى الشرق من الجزيرة. من هذه النقطة الجزيرة بدت من رأس الساحل، وهذا هو عين كيب الجمل العربي كما كان تحت الجبل. وفي وقت لاحق، واحدة من سفن الأسطول الثانية في عام 1790 ذكرت أنها جزيرة واسمها «مونتاجو» (بعد جورج مونتاجو دونك، إيرل هاليفاكس) أعطي الأسم للجزيرة على الرغم من أنه ليس من الواضح من الذي اسمها بهذا الاسم. وفي وقتٍ لاحق، أكد باس وفلندرز أنها جزيرة في رحلاتهم الإستكشافية في أواخر 1790م. («إن سحر مونتيجو» -ليورلي بيسي)
تقع المدينة التاريخية «تيلبا الوسطى» بالقرب من جنوب الجزيرة.

## التاريخ

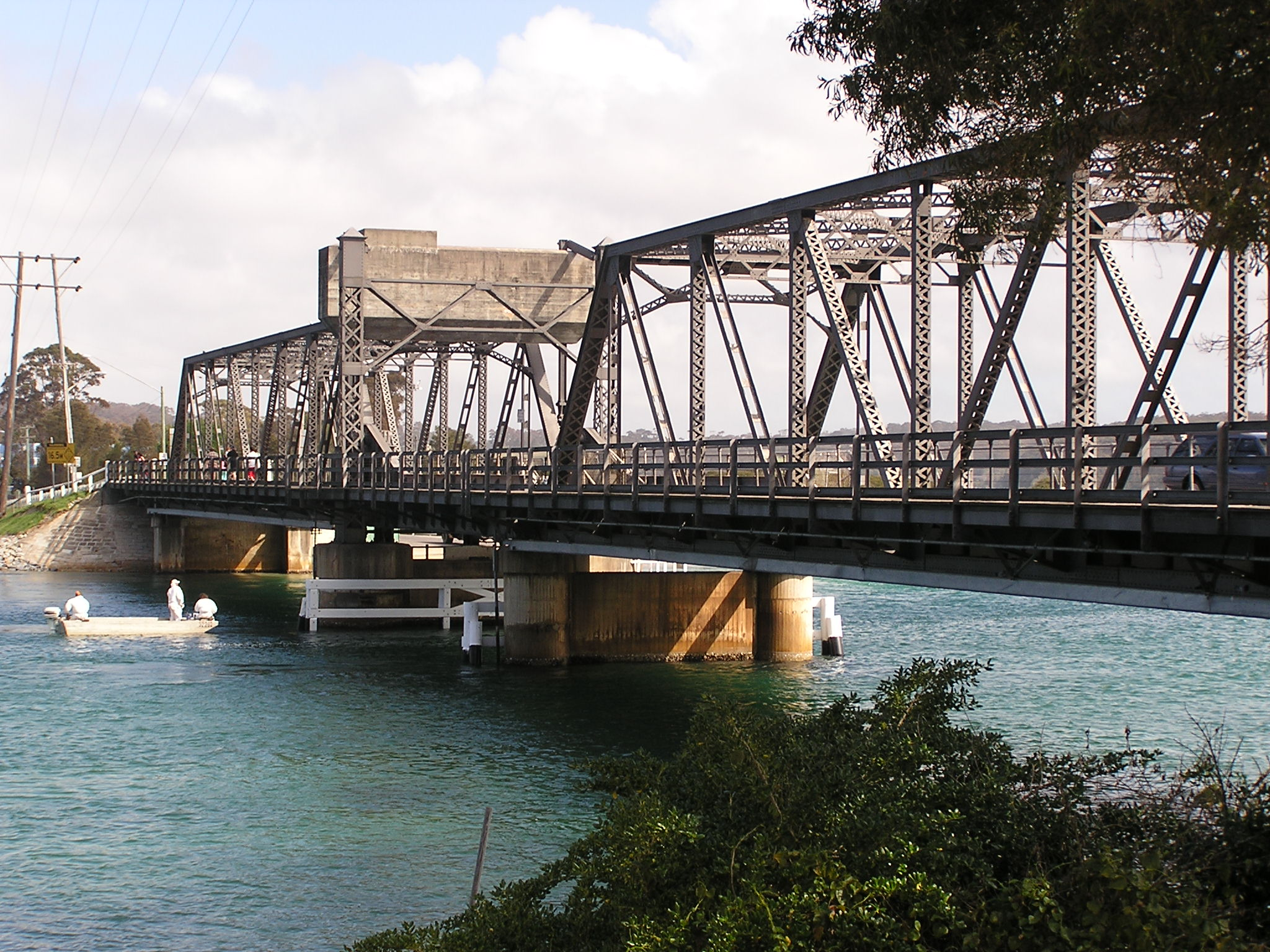
الجسر في ناروما على الطريق السريع

كانت هناك إستيطان في وقت سابق في مكان قريب من بنكالا، الذي كان منفذ لبودالا ونيريجوندا فرصيف من الأخشاب ومصنع خرب لا يزال موجوداً هناك. تم اكتشاف الذهب في مكان قريب من وسط تيبلا في عام 1880 وافتتح مكتب آخر في كورونا، وسمي ناروما حتى عام 1882. ولا يزال هناك شارع يحمل هذا الاسم في البلدة اليوم.
كما شملت عمليات المسح بلدة ناروما عام 1883 وأعلن أنها ميناء في 1884. فتحت المدرسة لها في 1886 ومكتب للبريد في عام 1889. كان النقل إلى ناروما سابقاً عن طريق البحر. ولكن في عام 1894 بُني معبراً صنع باليد يربط بين واقونقا مدخل ناروما مع من مورويا. يصل البريد اليومي من خلال المدينة بين بيغا ومورويا.
اعتبرت ناروما وجهةً سياحيةً من أوائل القرن العشرين. تأسست صناعة المحار المحلية في جميع أنحاء القرن الثامن عشر. تقع كنيسة الاتحاد (سابقا الميثودية) على طريق الأمراء السريع ويعود تاريخها إلى عام 1914. وإلى جانب بيت الكاهن أو القسيس المرتبطة بها، فهي تعتبر مثالا ممتازا على الطراز المعماري القوطي الأسترالي الاتحادي كاربنتر.
في عام 1929 رُكب قارب لتعبئة البنزين وكان قد وضع مسبقاً في خليج بايتمانس. كان الجسر ناروما أول جسر رئيسي على طريق الأمراء السريع شيدته هيئة الطرق الرئيسية كجزء من جهودها لتطوير الطريق السريع. تم بناء الجسر بين عامي 1929 و 1931 ويقطع مدخل واقونقا بُني الجسر على ثلاث مراحل وصنع من الصلب والخرسانة. وهو واحد من اثنين من الجسور تمتد قلاب من نوعه المتبقي في نيو ساوث ويلز في عام 2002؛ الآخر كان يجري مهددة بالهدم في عام 2002. وإضافة إلى ممر (في اتجاه البحر) الجانب الشرقي من الجسر في عام 1960.
افتتح مصنع تعليب الأسماك في عام 1937 أو 1940 لمعالجة التونة والسلمون. يصطاد السلمون الذي يزور المدخل سنويا في مصائد كبيرة ويعالج. ويقال أنه خلال إحدى المواسم السنوية للسلمون ان عاملاً ترك بوابة المصيدة مفتوحة مما سمح لعدد قليل من الأسماك من الفرار. لم يعد سمك السلمون لناروما مطلقاً وأغلق مصنع التعليب.

## الأنشطة التي يمكن ممارستها ومشاهدتها
تتم عمل جولات من ناروما وحول جزيرة مونتيجو.جبل جيلبا حتى وقت قريب المعروف أيضا باسم جبل الجمل العربي، الاسم الذي اعطاه الكابتن كوك عن التشابه بينه وبين الجمل العربي الهجن، ويمكن الوصول من قرية تيلبا تيلبا. هناك ثمانية أنواع من الغابات المطيرة في الجبل، ومواقع صخرية ذات أهمية للسكان الأصليين المحليين. المشاهدة من أعلى الجبل محدودة بسبب الغطاء النباتي. وتشمل الشواطئ في منطقة دلميني بيتش، ناروما بيتش، بار شاطئ (المياه المسطحة) ويبارا بيتش.
وجدت «أستراليا روك» في شريط عبور (حيث يصب المدخل إلى البحر). قطع على شكل أستراليا في الجدار الصخري كان عرضيا وتم إنشاء منذ سنوات عديدة عندما تم ربط سفينة إلى الصخرة مع سلاسل كبيرة لمنع الأمواج من اخذها بعيدا. ووهنالك علامات سلاسل تشكلت في الصخر أثناء هيجان البحر وكانت الصخرة معروفة باسم أستراليا روك منذ ذلك الحين.
تم إنشاء ملعب غولف ناروما في عام 1930، وقد تم تصنيفه ضمن أفضل خمسين ملعباً المتاحة لدورات الجمهور في أستراليا وأفضل 25 دورة منتجع الغولف
```
في أستراليا. وهو يعتبر دورة مذهلة وتحديا، مع إطلالة على جزيرة مونتاج للصخور شرقاً والبيت الزجاجي إلى الجنوب.
```

أقيم مهرجان البلوز جنوب العظمى هنا سنويا على أكتوبر طوال عطلة نهاية الاسبوع حتى انها انتقلت إلى خليج بايتمانس في عام 2010. وعاد المهرجان إلى ناروما في عام 2013، وتواصل انعقادة كل سنة في أكتوبر طوال عطلة نهاية الأسبوع.

## علم بطبقات الأرض (جيولوجيا)
تقع ناروما على«تضاريس ناروما» التي كانت تفصلها آلاف الكيلومترات عن الساحل الأسترالي. تسافر إلى الغرب وتعلق نفسها إلى جانب حزام طية اكلان التي أصبحت جزءا من أستراليا. هنالك صخرة وجدت بالقرب من ناروما تشمل حجر الصوان ناروما التي يرجع تاريخها للعصر الكمبري. وهناك أيضا بقايا بركان غواصة مع وسادة الحمم البركانية.